# Nokere Koerse 2017
La Nokere Koerse 2017, ufficialmente Danilith - Nokere Koerse, settantaduesima edizione della corsa, valevole come evento dell'UCI Europe Tour 2017 categoria 1.HC, si svolse il 15 marzo 2017 per un percorso di 192,3 km, con partenza da Deinze ed arrivo a Nokere. La vittoria fu appannaggio del francese Nacer Bouhanni, che completò il percorso in 4h07'31" alla media di 46,615 km/h, precedendo il britannico Adam Blythe e il belga Joeri Stallaert.
Al traguardo di Nokere furono 168 i ciclisti, dei 179 partiti da Deinze, che portarono a termine la competizione.

## Squadre e corridori partecipanti
| N.      | Cod. | Squadra                 |
| ------- | ---- | ----------------------- |
| 1-8     | VWC  | Vérandas Willems-Crelan |
| 11-18   | LTS  | Lotto-Soudal            |
| 21-28   | BMC  | BMC Racing Team         |
| 31-38   | BOH  | Bora-Hansgrohe          |
| 41-48   | KAT  | Team Katusha-Alpecin    |
| 51-58   | TLJ  | Team Lotto NL-Jumbo     |
| 61-68   | SUN  | Team Sunweb             |
| 71-78   | ABS  | Aqua Blue Sport         |
| 81-88   | CCC  | CCC Sprandi Polkowice   |
| 91-98   | COF  | Cofidis                 |
| 101-108 | DEN  | Direct Énergie          |
| 111-118 | FVC  | Fortuneo-Vital Concept  |

| N.      | Cod. | Squadra                        |
| ------- | ---- | ------------------------------ |
| 121-128 | GAZ  | Gazprom-RusVelo                |
| 131-138 | ICA  | Israel Cycling Academy         |
| 141-148 | NIP  | Nippo-Vini Fantini             |
| 151-158 | RNL  | Roompot-Nederlandse Loterij    |
| 161-168 | SVB  | Sport Vlaanderen-Baloise       |
| 171-178 | WGG  | Wanty-Groupe Gobert            |
| 181-188 | WVA  | WB Veranclassic Aqua Protect   |
| 191-198 | CIB  | Cibel-Cebon                    |
| 201-208 | TJI  | Joker Icopal                   |
| 211-218 | PSV  | Pauwels Sauzen-Vastgoedservice |
| 221-228 | TIS  | Tarteletto-Isorex              |

## Ordine d'arrivo (Top 10)
| Pos. | Corridore          | Squadra   | Tempo    |
| ---- | ------------------ | --------- | -------- |
| 1    | Nacer Bouhanni     | Cofidis   | 4h07'31" |
| 2    | Adam Blythe        | Aqua Blue | s.t.     |
| 3    | Joeri Stallaert    | Cibel     | s.t.     |
| 4    | Phil Bauhaus       | Sunweb    | s.t.     |
| 5    | Bert Van Lerberghe | Sport Vl. | s.t.     |
| 6    | Coen Vermeltfoort  | Roompot   | s.t.     |
| 7    | Rüdiger Selig      | Bora      | s.t.     |
| 8    | André Looij        | Roompot   | s.t.     |
| 9    | Alan Banaszek      | CCC       | s.t.     |
| 10   | Mathias De Witte   | Cibel     | s.t.     |